# 高潮医生
《高潮医生》是一部于2024年6月13日起在Netflix上线的原创泰国性喜剧，由辰塔维·塔纳西维、雅拉查芃·普金帕可、澈玛薇·苏婉帕努楚克、奔弘·奔提维此弓主演。剧情背景设立在保守的70年代，主要讲述打破禁忌的性专栏作家“高潮医生”的生活发生了天翻地覆的变化。

## 演员阵容

### 主要演员
- 辰塔维·塔纳西维（Ter）饰演 Nat医生，皮肤科医生，后成为性专栏作家 ，笔名“高潮医生”。
- 雅拉查芃·普金帕可（Goy）饰演 Linda
- 澈玛薇·苏婉帕努楚克（Praew）饰演 Tukta
- 奔弘·奔提维此弓（Ton）饰演 Permphon
- 克里塔空·通萨恩（Tob）饰演 Thongthian

### 其他演员
- 尼米特·拉克萨米朋（Bobby）饰演 Pornchai
- 帕松·辽拉翁（Honey）饰演 Linda的母亲
- 颂列克·萨科迪库（Lek）饰演 Choo
- 乌通彭·西拉潘（Jum）饰演 Korapin
- 莎丽塔·克琳坎（Jukkoo）饰演 Plern
- 阿瓦·拉塔纳平塔（Ud）饰演 Sangjaan
- 拜伦·毕晓普（Byron Bishop）饰演 “Mood Indigo”的主人

## 原声带
| 曲序 | 曲目 |
| ---- | ---- |